# Weberstraße 11 (Quedlinburg)

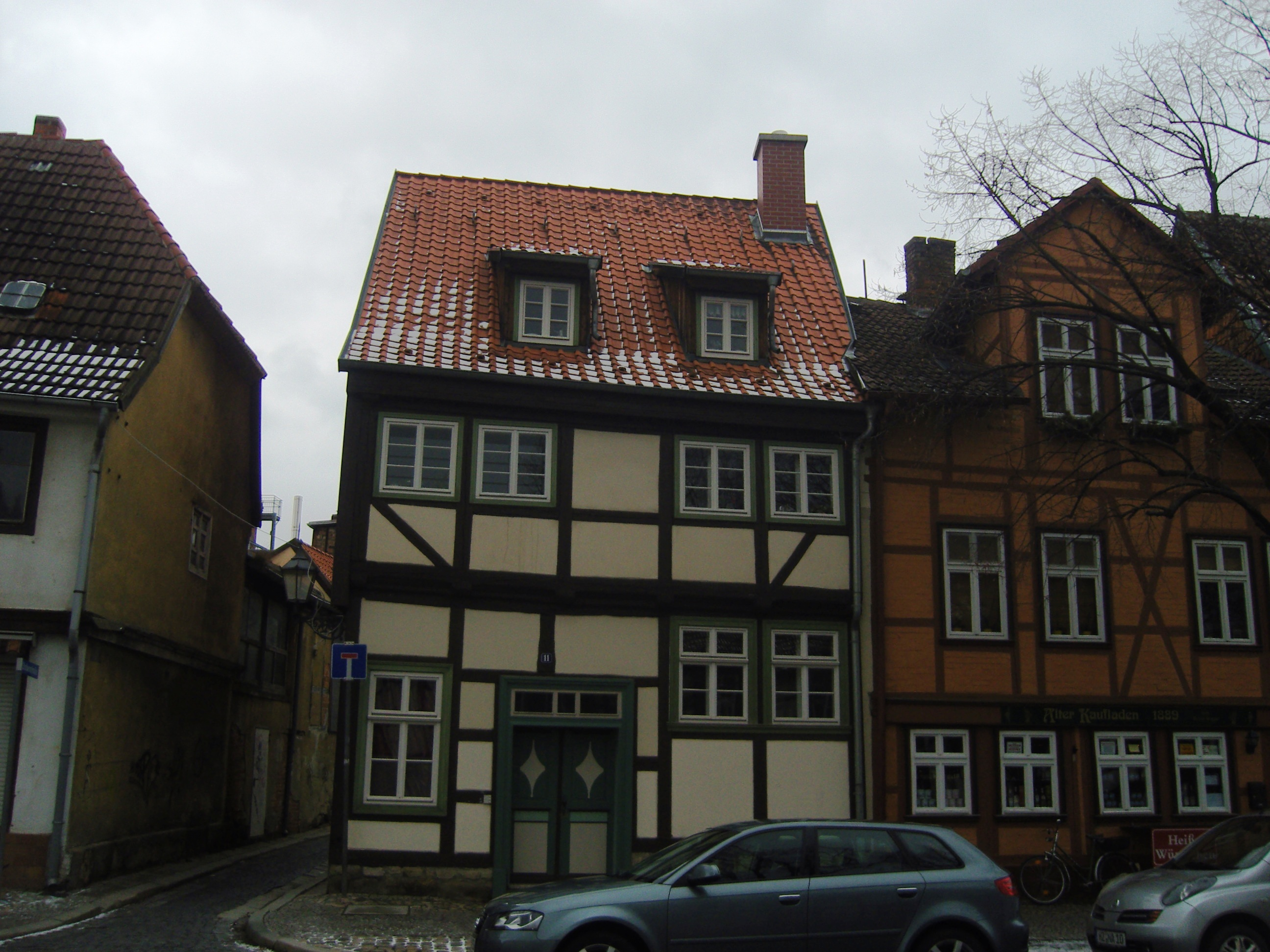
Haus Weberstraße 11

Das Haus Weberstraße 11 ist ein denkmalgeschütztes Gebäude in der Stadt Quedlinburg in Sachsen-Anhalt.

## Lage
Es befindet sich im nördlichen Teil der historischen Quedlinburger Neustadt an der Einmündung der Stobenstraße auf die Weberstraße und gehört zum UNESCO-Weltkulturerbe. Im Quedlinburger Denkmalverzeichnis ist es als Wohnhaus eingetragen.

## Architektur und Geschichte
Das zweigeschossige Fachwerkhaus entstand in der Zeit um 1620 und ist damit vermutlich das älteste erhaltene Gebäude der Straße. Das Fachwerk ist schlicht. Die Haustür des Gebäudes verfügt über ein Oberlicht und stammt vom Ende des 18. Jahrhunderts.